# جوزپه اسکولی
جوزپه اسکولی (ایتالیایی: Giuseppe Sculli؛ زادهٔ ۲۳ مارس ۱۹۸۱) بازیکن فوتبال اهل ایتالیا است.
از باشگاه‌هایی که در آن بازی کرده‌است می‌توان به باشگاه فوتبال کروتونه، باشگاه فوتبال برشا، باشگاه فوتبال یوونتوس، باشگاه فوتبال مسینا، باشگاه فوتبال دلفینو پسکارا، باشگاه فوتبال جنوآ، باشگاه فوتبال کیه‌وو ورونا، باشگاه ورزشی لاتزیو، و باشگاه فوتبال مودنا اشاره کرد.
وی همچنین در تیم‌های ملی فوتبال زیر ۲۱ سال ایتالیا بازی کرده‌است.
وی در مسابقات کشوری و بین‌المللی در مجموع برندهٔ ۱ مدال برنز شده‌است.